# 우따라딧주
우따라딧주(태국어: อุตรดิตถ์)는 태국 북부에 있는 주(창왓)의 하나이다. 인접한 주는 남쪽부터 시계 방향으로 핏사눌록 주, 수코타이 주, 프래 주, 난 주이다. 동쪽으로 라오스의 사이냐불리 주와 접한다.

## 지리
주는 난강의 계곡에 위치한다. 우따라딧에서 북쪽으로 45km 떨어진 곳에는 시리낏 댐이 있고, 250km2의 인공 호수가 조성되어 있다.
주의 대부분은 한 때 티크나무 숲으로 덮여 있어 우따라딧의 주요 생산품이었다. 세계에서 가장 큰 티크 나무가 똔삭야이 공원에 세워져 있다. 1500년이 된 이 나무는 둘레가 9.87m, 높이가 37m(원래는 48.5m였으나 폭풍의 피해를 입었다)이다.
주내에는 3개의 국립공원(끌롱트론, 람남난, 푸소이다오)가 위치한다.

## 역사
우따라딧은 '북쪽의 땅'을 의미하며 예전에는 난강의 교역 중심지였다.
수코타이 왕국 때 몇몇 도시 국가(므앙)가 현재의 우따라딧 지역에 있는 왕에게 복속하였다. 므앙 팡은 현재의 므앙우따라딧 군, 므앙 퉁양은 라플래 군, 므앙 따추촉은 트론 군에 있었다.
아유타야 왕국 때 므앙 피차이는 타이 왕국의 16개 주요 므앙의 하나였다. 나레수안 왕의 치세 때 피차이의 통치자는 사완칼록의 통치자와 함께 반란을 일으켰다. 난은 진압되었고 두 도시의 주민들은 남쪽의 핏사눌록으로 강제 이주당했다.
1767년에 아유타야가 버마에 멸망하면서 피차이는 침입자에 대항하는 몇 차례의 전투가 벌어졌다. 피차이의 통치자는 버마를 물리치는데 성공했고 프라야피차이다브학(부서진 칼을 가진 피차이의 군주)이라는 직함을 받았다.
라마 3세의 치세 때 므앙 피차이는 난이나 프래와 같은 시암 북부의 므앙이나 심지어 루앙프라방, 비엔티안의 지배를 받았다. 난강이 얕아지는 지점에 항구가 세워졌다. 마을은 중요한 교역 중심지로 성장하였다. 1899년에 피차이의 중심지는 이 새로운 위치로 옮겨졌고 1915년에 우따라딧으로 개칭되었다.

## 교통
- 태국 국유철도

## 행정 구역
우따라딧에는 9개의 암프(군)와 더 세부 행정구역인 67개의 땀본 그리고 562개의 무반 (행정 구역)이 있다.
| 1. 므앙우따라딧군 2. 트론군 3. 타플라군 4. 남빳군 5. 팍타군 6. 반콕군 | 1. 피차이군 2. 라플래군 3. 통샌칸군 |